# Minuskuła
Minuskuła (mała litera, litera tekstowa) – każda z małych liter alfabetu. Przeciwieństwo majuskuły.
- Terminu „minuskuła” używają projektanci krojów pisma oraz historycy (łac. minusculus „niewielki”).
- Terminu „litera tekstowa” używają osoby pracujące z tekstem drukowanym.
- Terminu „mała litera” używa się w języku powszechnym do wszystkich zastosowań.